# Дуваниште (Ниш)
Дуваниште је градско насеље Ниша. Налази се у градској општини Медијана. Дуваниште је једно од најпрострањенијих насеља Ниша. Најглавније улице Дуваништа су Ђердапска, Мајаковског, Радоја Дакића и улица Бранка Миљковића. Насеље административно припада градској општини Медијана.

## Назив
Назив је добило по томе што се у насељу некада садио дуван.

## Образовање
У насељу се налази основна школа „Душан Радовић“ са највећом површином и бројем ученика у Нишу. Око школе се налазе један терен за одбојку, терен за кошарку, два терена за фудбал, с тим што је један са вештачком травом, атлетска стаза за трчање дужине 300 метара и простор за скакање у песку.Такође,у Дуваништу се и налазе средње "Економска школа", "Трговачка школа", "Угоститељско-трговачка школа" и "Правно-пословна школа".

## Историја
На насеље је 12. маја 1999. НАТО авијација бацила касетне бомбе, при чему је повређено 11 особа.

## Саобраћај
До насеља се може доћи градским линијама :
Линија 6 Железничка Станица - Дуваниште - Скопска,
Линија 4 Бубањ - Дуваниште - Чалије,
Линија 34А Аеродром - Аутобуска Станица - Железничка Станица - Чаир - Дуваниште - Књажевачка - Аеродром,
Линија 34Б Аеродом - Књажевачка - Дуваниште - Чаир - Железничка Станица - Аутобуска Станица - Аеродром.

## Природна Култура
Поред Дуваништа протиче река Нишава. Има веома повољно шеталиште поред реке.